# Стран, Джордж
Джордж Камин Стран (англ. George Cumine Strahan; 9 декабря 1838, Фрейзерборо, Абердиншир, Шотландия — 17 февраля 1887, Борнмут, Дорсет, Англия) — британский колониальный администратор, 67-й губернатор Золотого Берега (1874—1876), 14-й губернатор Барбадоса и Наветренных островов (1876—1880), 5-й губернатор Тасмании (1881—1886), майор.

## Биография
Джордж Стран родился 9 декабря 1838 года во Фрейзерборо (Абердиншир, Шотландия), в семье священника У.Д. Страна (W.D. Strahan). В 1857 году он окончил Королевскую военную академию в Вулидже, после чего начал свою службу в Королевском полку артиллерии в чине лейтенанта.
В 1859—1864 годах Джордж Стран был адъютантом верховного лорда-комиссара на Ионических островах, сначала у Уильяма Гладстона, а затем у его преемника Генри Найта Сторкса. В 1864 году, после назначения Сторкса губернатором Мальты, Стран остался его адъютантом и прослужил на Мальте до 1868 года.
В 1868—1873 годах Джордж Стран работал на Багамских Островах — сначала колониальным секретарём, а затем, в 1872—1873 годах, исполнял обязанности губернатора Багамских Островов. В 1873—1874 годах Стран был администратором Лагоса. После этого, в 1874—1876 годах он работал губернатором Золотого Берега, а в 1876—1880 годах — губернатором Барбадоса и Наветренных островов. При этом он продвигался по службе — в 1871 году стал капитаном, а в 1874 году — майором. В 1875 году он стал кавалером (компаньоном) ордена Святого Михаила и Святого Георгия (C.M.G.), а в 1880 году — рыцарем-командором того же ордена (K.C.M.G.).
В 1877 году Джордж Стран женился на Катерине Ливингстон (Katharine Livingston или Catherine Livingstone), старшей дочери Роберта Рида (Robert Reade) из Нью-Йорка, но она умерла в первый год замужества.
В апреле 1880 года Джордж Стран получил назначение на пост губернатора Тасмании, но смог прибыть туда только в конце 1881 года. До этого ему пришлось временно исполнять обязанности администратора Капской колонии и верховного комиссара Южной Африки до прибытия туда Геркулеса Робинсона. В конце концов, Джордж Стран прибыл в Хобарт 7 декабря 1881 года и в тот же день принял присягу губернатора Тасмании.
В октябре 1886 года, более чем за год до истечения губернаторского срока, Джордж Стран получил разрешение на возвращение в Англию. Он выехал из Лонсестона в Мельбурн 28 октября 1886 года, а 4 ноября отбыл в Англию на корабле Massilia.
Джордж Стран скончался 17 февраля 1887 года в Борнмуте (графство Дорсет, Англия) от водянки головного мозга.

## Память
- В честь Джорджа Страна был назван город Стран (Strahan), расположенный на западе Тасмании, на берегу залива Маккуори[5][6].